# Торрінгтон (Вайомінг)
Торрінгтон (англ. Torrington) — місто (англ. city) в США, в окрузі Гошен штату Вайомінг. Населення — 6119 осіб (2020).

## Географія
Торрінгтон розташований за координатами 42°3′56″ пн. ш. 104°9′0″ зх. д. / 42.06556° пн. ш. 104.15000° зх. д. (42.065433, -104.150082).  За даними Бюро перепису населення США в 2010 році місто мало площу 11,98 км², з яких 11,98 км² — суходіл та 0,01 км² — водойми.

### Клімат
| Клімат : Торрінгтон                | Клімат : Торрінгтон | Клімат : Торрінгтон | Клімат : Торрінгтон | Клімат : Торрінгтон | Клімат : Торрінгтон | Клімат : Торрінгтон | Клімат : Торрінгтон | Клімат : Торрінгтон | Клімат : Торрінгтон | Клімат : Торрінгтон | Клімат : Торрінгтон | Клімат : Торрінгтон | Клімат : Торрінгтон |
| Показник                           | Січ.                | Лют.                | Бер.                | Квіт.               | Трав.               | Черв.               | Лип.                | Серп.               | Вер.                | Жовт.               | Лист.               | Груд.               | Рік                 |
| Абсолютний максимум, °C            | 21,1                | 23,9                | 29,4                | 32,8                | 37,8                | 40,6                | 43,9                | 40,6                | 38,3                | 33,3                | 28,3                | 25,0                | 43,9                |
| Середній максимум, °C              | 4,2                 | 7,2                 | 11,1                | 16,2                | 21,7                | 28,0                | 31,7                | 30,7                | 25,4                | 18,6                | 9,6                 | 5,0                 | 17,5                |
| Середня температура, °C            | −3,9                | −1,1                | 3,1                 | 7,8                 | 13,4                | 19,1                | 22,4                | 21,2                | 15,4                | 8,7                 | 1,1                 | −3,2                | 8,7                 |
| Середній мінімум, °C               | −12,1               | −9,5                | −5                  | −0,7                | 5,2                 | 10,1                | 13,1                | 11,7                | 5,5                 | −1,3                | −7,3                | −11,5               | −0,1                |
| Абсолютний мінімум, °C             | −39,4               | −36,1               | −32,2               | −27,2               | −11,7               | −1,7                | 3,9                 | 0,0                 | −10                 | −22,8               | −30,6               | −41,7               | −41,7               |
| Норма опадів, мм                   | 8                   | 10                  | 18                  | 43                  | 65                  | 53                  | 45                  | 30                  | 32                  | 24                  | 14                  | 102                 | 444                 |
| ---------------------------------- | ------------------- | ------------------- | ------------------- | ------------------- | ------------------- | ------------------- | ------------------- | ------------------- | ------------------- | ------------------- | ------------------- | ------------------- | ------------------- |
| Джерело: NOAA (normals, 1971–2000) |                     |                     |                     |                     |                     |                     |                     |                     |                     |                     |                     |                     |                     |

## Демографія
Згідно з переписом 2010 року, у місті мешкала 6501 особа в 2527 домогосподарствах у складі 1506 родин. Густота населення становила 543 особи/км².  Було 2717 помешкань (227/км²).
Расовий склад населення:
| - 93,2 % — білих - 1,0 % — чорних або афроамериканців - 0,9 % — корінних американців - 0,5 % — азіатів - 0,2 % — вихідців з тихоокеанських островів - 3,0 % — осіб інших рас |

До двох чи більше рас належало 1,3 %. Частка іспаномовних становила 11,3 % від усіх жителів.
За віковим діапазоном населення розподілялося таким чином: 19,8 % — особи молодші 18 років, 60,9 % — особи у віці 18—64 років, 19,3 % — особи у віці 65 років та старші. Медіана віку мешканця становила 41,4 року. На 100 осіб жіночої статі у місті припадало 110,5 чоловіків;  на 100 жінок у віці від 18 років та старших — 111,4 чоловіків також старших 18 років.
Середній дохід на одне домашнє господарство  становив 56 218 доларів США (медіана — 40 911), а середній дохід на одну сім'ю — 67 247 доларів (медіана — 55 197). Медіана доходів становила 40 719 доларів для чоловіків та 30 119 доларів для жінок. За межею бідності перебувало 20,9 % осіб, у тому числі 35,0 % дітей у віці до 18 років та 9,6 % осіб у віці 65 років та старших.
Цивільне працевлаштоване населення становило 3065 осіб. Основні галузі зайнятості: освіта, охорона здоров'я та соціальна допомога — 34,7 %, публічна адміністрація — 9,5 %, виробництво — 8,7 %, роздрібна торгівля — 7,9 %.
За даними перепису 2000 року,
на території муніципалітету мешкало 5776 людей, було 2436 садиб та 1522 сімей.
Густота населення становила 624,7 осіб/км². Було 2644 житлових будинків.
З 2436 садиб у 26,7% проживали діти до 18 років, подружніх пар, що мешкали разом, було 49,9 %,
садиб, у яких господиня не мала чоловіка — 9,9 %, садиб без сім'ї — 37,5 %.
Власники 32,3 % садиб мали вік, що перевищував 65 років, а в 17,3 % садиб принаймні одна людина була старшою за 65 років.
Кількість людей у середньому на садибу становила 2,26, а в середньому на родину 2,86.
Середній річний дохід на садибу становив 30 136 доларів США, а на родину — 40 750 доларів США.
Чоловіки мали дохід 31 058 доларів, жінки — 20 101 доларів.
Дохід на душу населення був 16 026 доларів.
Приблизно 9,3 % родин та 13,3 % населення жили за межею бідності.
Серед них осіб до 18 років було 16,0 %, і понад 65 років — 11,3 %.
Середній вік населення становив 41 років.